# میلتون لوئیز ده سوزا فیلیو
میلتون لوئیز ده سوزا فیلیو (پرتغالی: Milton Luiz de Souza Filho؛ زادهٔ ۱۱ نوامبر ۱۹۶۱) بازیکن فوتبال اهل برزیل بود.
از باشگاه‌هایی که در آن بازی کرده‌است می‌توان به باشگاه فوتبال فلامینگو، باشگاه فوتبال زوریخ، باشگاه فوتبال سیون، باشگاه فوتبال کیاسو، باشگاه فوتبال سنت گالن، باشگاه فوتبال کوریتیبا، و باشگاه فوتبال کومو اشاره کرد.
وی همچنین در تیم‌های ملی فوتبال برزیل و زیر ۲۳ سال برزیل بازی کرده‌است.